# Campeonato Amapaense de Futebol - Série B de 1979
O Campeonato Amapaense de Futebol - Série B de 1979 foi a 12ª edição da Segundona Amapaense, realizada de forma amadora, tendo o Oratório como campeão pela terceira vez.

## Regulamento
Na primeira fase, as equipes disputam em mata-mata e o campeão iria participar do Torneio de Acesso, competição que teria os 2 últimos colocados da Primeira Divisão e o campeão participaria do Amapazão de 1980.

## Equipes Participantes

### Primeira Fase
| Equipe             | Cidade | Títulos         |
| ------------------ | ------ | --------------- |
| Atlético Amapaense | Macapá | —               |
| Colorado           | Macapá | —               |
| Cristal            | Macapá | —               |
| Cruzeiro           | Macapá | —               |
| Dom Bosco          | Macapá | —               |
| Lagoa              | Macapá | —               |
| Londrina           | Macapá | —               |
| Nacional           | Macapá | —               |
| Oratório           | Macapá | 2 (1976 e 1977) |
| Santos             | Macapá | —               |

### Torneio de Acesso
| Equipe         | Cidade | Títulos         |
| -------------- | ------ | --------------- |
| 13 de Setembro | Macapá | —               |
| Oratório       | Macapá | 2 (1976 e 1977) |
| União          | Macapá | —               |

Nota: O 13 de Setembro é o atual MV-13

## Premiação
| Campeonato Amapaense de Futebol de 1979 Segunda Divisão |
| ------------------------------------------------------- |
| Oratório Campeão (3.º título)                           |